# 内蒙古自治区科学技术协会
内蒙古自治区科学技术协会，简称内蒙古自治区科协、内蒙古科协，是中华人民共和国内蒙古自治区科学技术工作者组成的专业性人民团体，是中国科学技术协会的地方组织，受中国共产党内蒙古自治区委员会的领导。